# Eritrea en los Juegos Olímpicos de Sídney 2000
Eritrea estuvo representada en los Juegos Olímpicos de Sídney 2000 por tres deportistas, dos hombres y una mujer, que compitieron en atletismo.
La portadora de la bandera en la ceremonia de apertura fue la atleta Nebiat Habtemariam. El equipo olímpico eritreo no obtuvo ninguna medalla en estos Juegos.